# Frutuoso Gomes
Frutuoso Gomes is een gemeente in de Braziliaanse deelstaat Rio Grande do Norte. De gemeente telt 4.468 inwoners (schatting 2009).